# Sinfonietta (Harutiunian)
La Sinfonietta per a orquestra de corda va ser composta per Aleksandr Harutiunian l'any 1966. La va dedicar a l'Orquestra de Cambra Armènia. Té una durada d'uns 20 minuts.
Mentre treballava en l’òpera Sayat-Nova, Harutiunian va escriure aquesta Sinfonietta, una obra que, malgrat la coincidència temporal, contrasta profundament amb l’òpera tant en el llenguatge musical com en l’enfocament estilístic. La Sinfonietta exemplifica una síntesi molt personal d’Harutiunian dins el corrent neoclàssic de la música armènia dels seixanta. Lluny de seguir fórmules convencionals, el compositor utilitza la formació de corda per experimentar amb estructures diverses, textures superposades i interaccions subtils entre veus, revelant una mirada analítica i refinada sobre l’escriptura orquestral.

## Estructura
- I. Prelude: Presto
- II. Arioso: Lento
- III. Intermezzo-pizzicato: Allegretto sostenuto e scherzando
- IV. Finale: Allegro risoluto

## Música
Després d’un Preludi enèrgic, amb ressonàncies de Prokófiev, la música es torna més introspectiva. El segon i tercer moviments despleguen dues facetes complementàries d’un mateix imaginari, en un procés dramàtic cíclic típic d’Harutiunian. L’Arioso nocturn i l'Scherzo a base de pizzicati evoquen paisatges emocionals subtils, quasi impressionistes. Les melodies tradicionals i els ritmes sincopats, característics de l’univers sonor armeni, reforcen aquest to intimista. El Finale, en canvi, adquireix una dimensió molt més expansiva. Amb un impuls rítmic persistent, el moviment assoleix una densitat pròpia del llenguatge simfònic, tant per la seva estructura com per l’ús ple de tota la corda, que li dona un caràcter concloent i monumental.